# Dialodia proxima
Dialodia proxima är en insektsart som beskrevs av Nielson 1982. Dialodia proxima ingår i släktet Dialodia och familjen dvärgstritar. Inga underarter finns listade i Catalogue of Life.